# Gemmenicherweg
De Gemmenicherweg is een straatnaam en een beklimming in het Heuvelland gelegen tussen het Belgische Gemmenich en het Nederlandse Vaals aan het drielandenpunt in het zuiden van de Nederlandse provincie Limburg.

## Vernoeming en route
De Gemmenicherweg is vernoemd naar het dorp Gemmenich, dat zelf in de gemeente Plombières ligt, in België. De weg loopt in Nederland vanaf Vaals en langs Wolfhaag tot aan de grens dicht bij het Drielandenpunt, waar de N608 verdergaat richting Gemmenich en Wezet (Visé).

## Wielrennen
De helling is meermaals opgenomen in de wielerklassieker Amstel Gold Race. Het traject start vanaf het Belgische Gemmenich en gaat de Nederlandse grens over tot Wolfhaag. De klim wordt dan eenmaal bedwongen, als twaalfde klim na de Vaalserberg en voor het Vijlenerbos.